# Oepping
Oepping település Ausztriában, Felső-Ausztria tartományban, a Rohrbachi járásban, területe 23 km².

## Fekvése
Tengerszint feletti magassága 629 méter. Oepping Aigen-Schlägl, Rohrbach-Berg, Sarleinsbach és Peilstein im Mühlviertel településekkel határos.

## Népesség
Lakosainak száma 1510 fő (2018. január 1.).